# Cella
För andra betydelser, se Cella (olika betydelser).

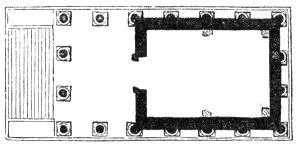
Skiss över Portunustemplet i Rom med cellan markerad.

Cella är det innersta heliga rummet i ett antikt grekiskt tempel, där en staty av guden stod uppställd. I rummet fanns en eldstad samt en tron. 